# 後藤義夫
後藤 義夫（ごとう よしお、1921年3月15日 - 2004年3月31日）は、日本の経営者。帝国興信所(現在の帝国データバンク)社長を務めた。東京都出身。

## 経歴
1941年に帝国興信所に入社し、1943年には慶應義塾大学法学部政治学科を卒業。
1942年に取締役に就任し、1954年に副社長を経て、1963年には社長に就任。1998年には会長に就任。
2004年3月31日多臓器不全のために死去。83歳没。